# تفسير نافع بن أبي نعيم
تفسير نافع بن أبي نعيم يعد من أقدم كتب التفسير، وهو جزء صغير من الروايات التي يرويها نافع بن أبي نعيم عن شيوخه في تفسير آيات القرآن الكريم.
ويتميز الكتاب بأنه يتناول مسائل متعددة، منها مسائل حول تشكيل القرآن في المصاحف، ومنها مسائل عن قراءات القرآن، ومنها مسائل في تفسير آيات القرآن الكريم، وفي بعضها الشواهد الشعرية في تفسير المعاني اللغوية للقرآن الكريم.
ومؤلفه هو: نافع بن أبي نعيم أبو رويم المدني، ويقال: أبو عبد الله بن عبد الرحمن، مولى جعونة بن شعوب الليثي، حليف حمزة عم رسول الله صلى الله عليه وسلم، وقيل: حليف العباس، أخي حمزة، أصله أصبهاني. ولد في خلافة عبد الملك بن مروان، سنة بضع وسبعين، وجوَّد كتاب الله على سبعين من التابعين، وهو أحد القراء السبعة المشهورين، وكان مُعمِّرًا، وقال الليث بن سعد: حججت سنة ثلاث عشرة ومائة، وإمام الناس في القراءة بالمدينة نافع بن أبي نعيم، وقال عنه أحمد بن حنبل: حجة في الحروف بالاتفاق. وتوفي سنة تسع وستين ومائة.

## منهج في الكاتب
اتخذ نافع بن أبي نعيم في تفسيره منهج الرواية، أو ما يسمى: "التفسير بالمأثور"، فهو يروي في كتابه عن جماعة من مشايخه، وهم من أئمة العلم من أهل المدينة، فيسألهم عن المسائل في تفسير القرآن الكريم وعلوم القرآن، ويجيبونه هم، أو ينقلون عن مشايخهم من الصحابة.

## مميزات الكتاب
يعد تفسير نافع بن أبي نعيم من أقدم الكتب في التفسير بالمأثور، ويتميز هذا الكتاب بأنه عبارة عن روايات، يرويها نافع بن أبي نعيم بإسناده، وتتناول مسائل متعددة، منها مسائل حول تشكيل القرآن في المصاحف، ومنها مسائل عن قراءات القرآن، ومنها مسائل في تفسير آيات القرآن الكريم، وفي بعضها الشواهد الشعرية في تفسير المعاني اللغوية للقرآن الكريم.

## شيوخ نافع بن أبي نعيم الذين نقل عنهم التفسير
روى نافع بن أبي نعيم تفسيره عن جماعة من مشايخه، وهم من علماء عصره الذين يؤخذ عنهم العلم والتفسير من أهل المدينة، فروى عن ربيعة بن أبي عبد الرحمن -المعروف بربيعة الرأي- جواز تشكيل القرآن في المصاحف، وروى عن عبد الله بن يزيد بن هرمز جواز نبر القرآن، وروى عن عبد الرحمن بن هرمز الأعرج، عن عبد الله بن عباس في تفسير قوله تعالى: {فِي عَيْنٍ حَمِئَةٍ} [سورة الكهف، آية: 86] ثم روى تفسيرها أيضًا عن كعب الأحبار، وبنفس الإسناد إلى ابن عباس في تفسير قوله تعالى: {وَفُومِهَا} [سورة البقرة، آية: 61] ثم فسرها بالحنطة، وروى عن عبد الرحمن الأعرج أيضًا في وجه من وجوه القراءات في قوله تعالى: {حَتَّى إِذَا سَاوَى بَيْنَ الصَّدَفَيْنِ} [سورة الكهف، آية: 96]. وعن مسلم بن جندب في تفسير قوله تعالى: {رِدْءًا يُصَدِّقُنِي} [سورة القصص، آية: 34]، ففسرها تفسيرًا لغويًّا محتجًّا ببيت من أشعار العرب.

## أنواع التفسير في كتاب تفسير نافع بن أبي نعيم
الناظر في كتاب تفسير نافع بن أبي نعيم يجد أكثر من نوع من أنواع التفسير؛ ففيه من التفسير بالمأثور، كما في تفسير ابن عباس لقوله تعالى: {فِي عَيْنٍ حَمِئَةٍ} [سورة الكهف، آية: 86]. وفيه أيضًا من التفسير اللغوي، كما في تفسير مسلم بن جندب لقوله تعالى: {رِدْءًا} [سورة القصص، آية: 34]، ففسرها بالزيادة، مستشهدًا ببيت من الشعر، وهو:
وأسمر خطي كأن كعوبه *** نوى القسب قد أردى ذراعًا على عشر

## طبعات الكتاب
1- طبع بمكتبة الدار بالمدينة المنورة بتحقيق حكمت بشير ياسين، سنة 1408هـ، الطبعة الأولى.